# Светци, покровители на етноси
Непълен списък на светците покровители на етноси.
През своята история България има основно трима светци покровители:
- св. Архангел Михаил – закрилник на Първото българско царство;
- св. Петка – закрилник на Второто българско царство;
- св. Иван Рилски – векове наред е олицетворение на духовния водач за българския народ.

## Европа
- Англичани: св. Георги Победоносец;[2] св. Дева Мария от Уолсингам; св. Едуард Изповедник; св. Едуард Мъченик; архангел Михаил
- Баски: св. Игнатий Лойола[3]
- Българи: св. Иван Рилски[4]
- Дани: св. Кнут IV на Дания
- Ирландци: св. Патрик,[2] Brigid of Kildare
- Испанци: св. Яков Стари
- Италианци: св. Франциск от Асизи и св. Катерина от Сиена[5]
- Население на Канарските острови: св. Дева Мария от Канделария (Virgin of Candelaria)[6] и св. Педро де Бетанкур[7]
- Каталонци‎: св. Георги Победоносец
- Келтски етнос cornish: св. Piran, св. Petroc
- Келтски етнос manx: св. Maughold
- Литовци: св. Казимир
- Македонци: св. Климент Охридски
- Малтийци: св. Павел
- Немци: архангел Михаил
- Нидерландци: св. Вилиброрд
- Норвежци: св. Олаф II на Норвегия
- Поляци: св. Станислав Костка[2]
- Румънци: св. Андрей Първозвани
- Скоти: св. Columba
- Сърби: св. Сава Сръбски[8]
- Уелсци: св. Давид (ок.  500 – 589)[2]
- Унгарци: св. Стефан I Унгарски[9]
- Французи: св. Жана д'Арк[2]
- Хървати: св. Йосиф Обручник[10]
- Чехи: св. Вацлав I
- Шведи: св. Бригита Шведска
- Шотландци: св. Андрей Първозвани.[2] св. Маргарет Шотландска, Columba

## Африка
- Амхарци: св. Георги Победоносец
- Копти: св. Марк

## Азия
- Арменци: св. Григорий Просветител[11]
- Грузинци: св. Георги Победоносец[12]
- Филипинска етническа група bicolano: св. Дева Мария от Peñafrancia.
- Филипинска етническа група kapampangans: св. Virgen de los Remedios de Pampanga.
- Филипинска етническа група pangasinan : св. Дева Мария от Manaoag[13]
- Китайски филипинци: св. Лоренцо Руиз.
- Сирийски християни от Керала: св. апостол Тома

## Северна Америка
- Индианци: св. Хуан Диего (1474 – 1548)
- Мексиканци: св. Дева Мария от Гуадалупе
- Французи в Канада: св. Йоан Кръстител